# Australothis tertia
Australothis tertia är en fjärilsart som beskrevs av Walter Karl Johann Roepke 1941. Australothis tertia ingår i släktet Australothis och familjen nattflyn. Inga underarter finns listade i Catalogue of Life.